# Les Chouans
Les Chouans (en español: Los chuanes) es una novela escrita en 1829 por el novelista y dramaturgo francés Honoré de Balzac (1799–1850), y se encuentra incluida en la sección de las Scènes de la vie militaire de la serie de novelas La Comédie humaine (en español: La Comedia humana). 
Ambientada en la región francesa de Bretaña, la novela combina una historia militar con una historia de amor entre la aristócrata Marie de Verneuil y el chuan royalista Alphonse de Montauran. Ocurre durante la sublevación de la posguerra de 1799 en Fougères. 
Balzac concibió la idea para la novela durante un viaje a Bretaña dispuesta por un amigo de la familia en 1828. Intrigado por la gente y la atmósfera de la región, comenzó a coleccionar apuntes, notas e incluso descripciones para usarlos posteriormente. Después de publicar publicidades para la novela, presentó tres ediciones - cada una de ellas revisadas minuciosamente. Para primera novela que Balzac publicó sin uso de pseudónimos, el autor uso varios títulos mientras la escribía y la publicaba, entre estos se incluyen "Le Gars", "Les Chouans ou la Bretagne il y a trente ans", y "Le Dernier Chouan ou la Bretagne en 1800".
Siguiendo de cerca los pasos de Sir Walter Scott, la novela utiliza un contexto histórico veraz para contar una historia ficticia acerca de la gente que esculpió el pasado. La novela trata temas del amor apasionado, de la mañosidad vengativa, y del estatus social. Mientras que fue desdeñado por los críticos en favor de obras posteriores de Balzac, la novela marca un momento crucial en su vida y el arte.

## Antecedentes
Como consecuencia de la Revolución francesa, varios de grupos de realistas leales a la Casa de Borbón se sublevó en contra del nuevo gobierno. Un grupo de ellos eran los Chuanes de Bretaña, encabezados por Jean Chouan. Se aliaron con las fuerzas contrarrevolucionarias en Vandea y por 1793 la rebelión en Vandea había comenzado. La insurrección fue puesta en el suelo por la República, y en el plazo de dos años las fuerzas realistas habían sido encaminadas.

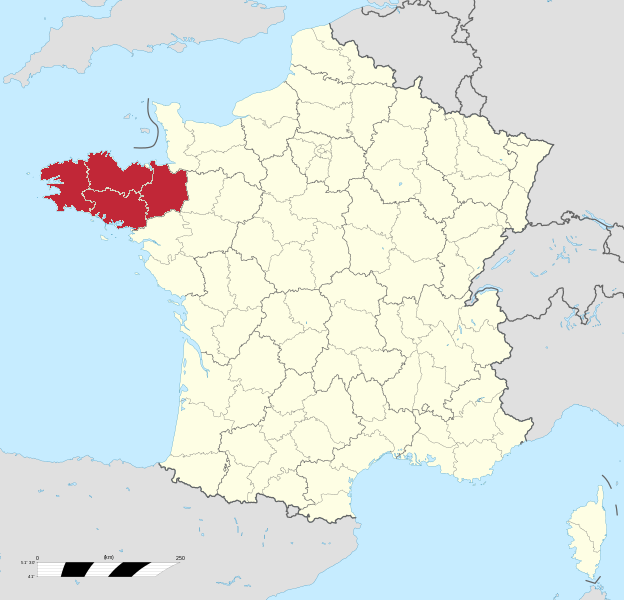
Una serie de insurrecciones tomaron lugar en la región de Bretaña (en rojo) después de la Revolución francesa.

Sin embargo, el sentimiento realista no se evaporó, y en Bretaña la violencia entre ambos bandos - los "azules" revolucionarios contra los "blancos" chuanes - continuó y pasó a llamarse como la Chuanería o Guerra de los Chuanes, que permaneció incluso cuando Napoleón tomó el poder en 1799. Las fuerzas de Bonaparte respondieron por la república, y los chuanes fueron derrotados - a pesar de que las divisiones políticas y el resentimiento perduró por más que un siglo.

### Antecedentes literarios
Al principio del siglo XIX, los trabajos de Sir Walter Scott eran superventas en Francia. Sus novelas capturaron los aspectos y el flujo de la sociedad, y con ello demostró el impacto de gran envergadura que causaban los cambios históricos importantes. Una ciénaga de autores en Francia intentó replegar el éxito de Scott, pero sus trabajos fueron aislados de algún otro y divorciados de sus alrededores.
Honoré de Balzac estaba profundamente influenciado por Scott (así como también la escritora irlandesa Maria Edgeworth), y decidió escribir sus novelas usando la turbulenta historia de Francia como contexto literario del mismo modo como ellos usaron las historias de Escocia e Irlanda. Balzac había previamente publicado solo novelas bajo una variedad de pseudónimos, libros del tipo potboiler diseñados para excitar a los lectores y vender copias. También había se había involucrado en una serie de inversiones especulativas malogradas, las cuales lo dejaron con considerables deudas. Sin embargo, Balzac confió en sus habilidades como escritor, y aguardó su éxito a la vuelta de cada esquina.

## Documentación y publicaciones
En septiembre de 1828 Balzac visitó la casa de un amigo de la familia y general retirado, el barón de Pommereul, en Fougères. El escritor pasó varias semanas aprendiendo temas acerca de la insurrección (contra la cual Pommereul había luchado). Se interesó en los libros de su anfitrión y entrevistó a la gente del pueblo sobre sus experiencias durante la época de la sublevación. Pommereul poseía un castillo que años atrás había servido de cuartel del Comte de Puisaye, líder de los realistas implicado en una invasión fallida de los exilios realistas en Quiberon. Esta incursión había sido apoyada por los chuanes, y Balzac comenzó a recoger las anécdotas de estos acontecimientos y de la gente como inspiración para su novela.

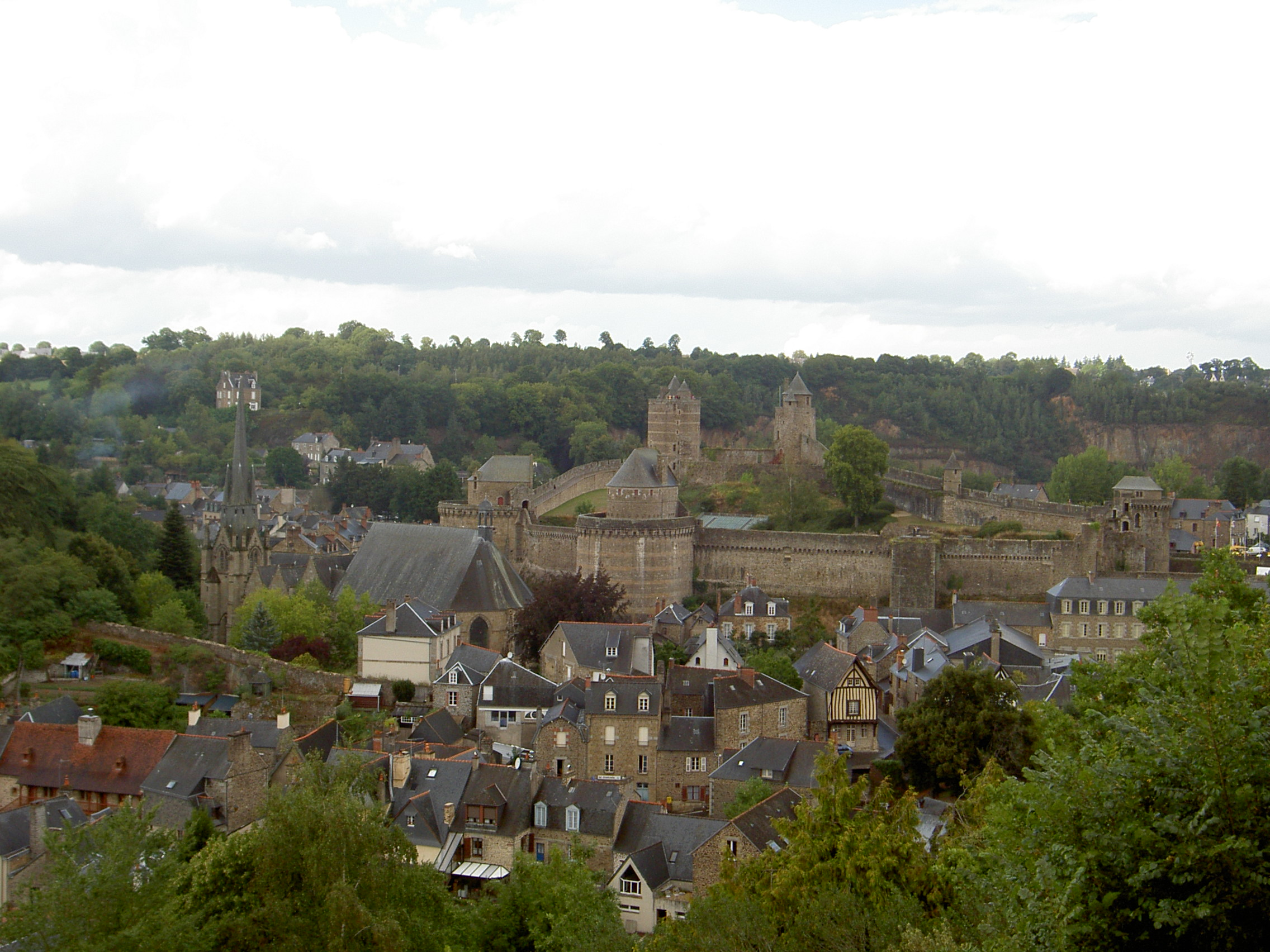
Balzac permaneció con un amigo de la familia en Fougères, quien había visto actividad chuan en 1799.

Mientras que permaneció con Pommereul, se le asignó una habitación con un escritorio que daba vista hacía la montaña de Pellerine, que Balzac utilizó como escenario para la primera escena de su libro. Deambuló alrededor de la ciudad, tomando detalles para utilizarlos en sus descripciones de paisajes. En la investigación histórica reciente, Balzac examinaba acontecimientos a partir de sus primeros años de vida. El biógrafo Graham Robb apunta que el subtítulo original del libro era La Bretagne en 1799 - año del nacimiento de Balzac. Como Robb adjunta, "el descubrimiento de la historia contemporánea guio a Balzac de vuelta a su niñez."

### Avertissement du Gars
Como el autor se acercaba a la terminación de su novela - originalmente titulado Le Gars - escribió un aviso que anunciaba su inminente publicación. Bajo el pseudónimo de "Victor Morillon" y escrito en tercera persona, al escritor describe su intento de "colocar la historia de país en las manos del hombre de la calle... para iluminar y hacer que la mente ordinaria se debé cuenta de las repercusiones que la población entera sentía de la discordia real, de la disensión feudal y de la sublevación popular..." En el Avertissement (en español: Advertencia), Balzac elogia a Scott como "un hombre de genialidad" mientras que observa sus limitaciones, especialmente cuando escribía un romance: "en su lira las cuerdas se olvidan que pueden cantar al amor..." Balzac (o "Morillon") - también declara su intención de escribir un volumen de compañero titulado Le Capitaine des Boutefeux (en español: El Capitán de los Mecheros), sobre guerra en el siglo XV en París. Este obra posterior nunca fue terminada.

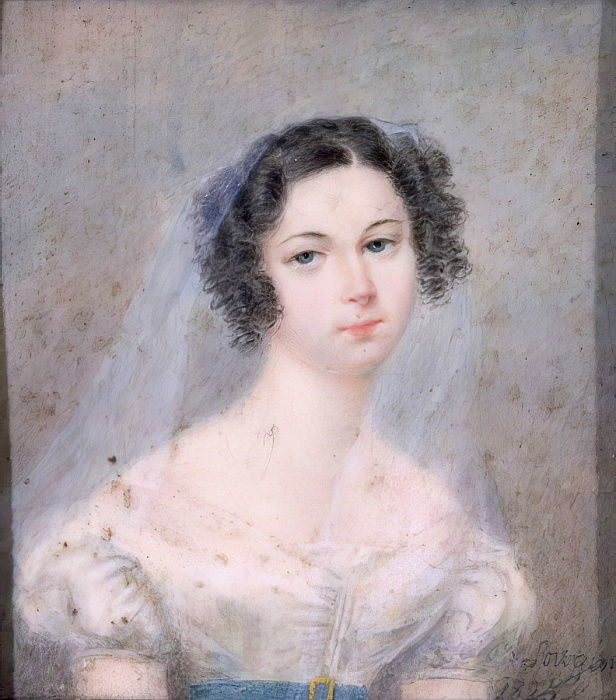
Ediciones posteriores de la novela fueron revisadas minuciosamante, parcialmente para complacer al amor de Balzac, Ewelina Hańska.

Para la época en que la novela fuese publicada en marzo de 1829, Balzac había cambiado el título de la obra título (en respuesta a las quejas de Mme. de Pommereul) a "Le dernier Chouan ou La Bretagne en 1800", y había firmado la novela como "M. Honoré Balzac". Siendo este el primer libro que él publicó sin un pseudónimo.
En 1834, una segunda edición fue publicada bajo el nombre de "Les Chouans ou La Bretagne en 1799". Había sido minusiosamente revisada, según el estilo de Balzac de constantemente volver a trabajar sobre sus obras, incluso después de sus lanzamientos. Balzac había establecido una comunicación por correspondencia con Ewelina Hańska, quién le escribió anónimamente en 1832. En un intento por satisfacerla, cambió algo del lenguaje en Les Chouans para su segunda edición. "Si solamente usted supiera," le escribió, "¡cuánto hay de usted en cada frase alterada de Les Chouans!" La segunda edición también demuestra la madurez en la filosofía política del autor (ablandando su representación de los realistas), e involucrando personajes femeninos desarrollados para atestiguar su relación con Hańska.
Cuando la tercera edición fue publicada en 1845, Balzac estaba enamorado con su propia creación. Él había escrito dos años atrás a Hańska: "No existe duda alguna sobre ella - es un poema magnífico. No lo había leído nunca antes... La pasión es sublime, y ahora entiendo porqué usted tiene una acariciada y especial dedicación a este libro... En todo, estoy muy complacido con él". En un prefacio a la tercera edición, Balzac describió sus planes para una parte de la Comédie Humaine llamada Scènes de la vie militaire (en español: Escenas de la vida militar). Además de Les Chouans con su enfoque en el combate de la guerrilla, el autor planeó otra historia llamada Les Vendéens que trata sobre la guerra civil anterior que se vivió a gran escala. A pesar de que en 1844 Balzac se propuso viajar a Francia occidental para escribir el libro, éste nunca fue escrito.

## Sinopsis
Al comienzo de la novela, el Comandante republicano Hulot es asaltado por las fuerzas chuanes, quien convierte a docenas de conscriptos. Una aristócrata, Marie de Verneuil, es enviada por Joseph Fouché para que someta y capture al líder de los realistas, el marqués de Montauran, también conocido como "Le Gars". Ella es ayudada por un detective llamado Corentin.
Sin embargo, Marie cae perdidamente enamorada de su objetivo. En contra de Corentin y de los chuanes quienes la detestaban, idea un plan para casarse con el líder chuan. Engañada por Corentin, quien le hizo creer que Montauran amaba a su rival a muerte Madame du Gua, Marie le pide Hulot que destruya a los rebeldes. Ella reacciona de su insensatez demasiado tarde y se sacrifica intentando, sin éxito, salvar la vida de su esposo el día después de su boda.

## Estilo

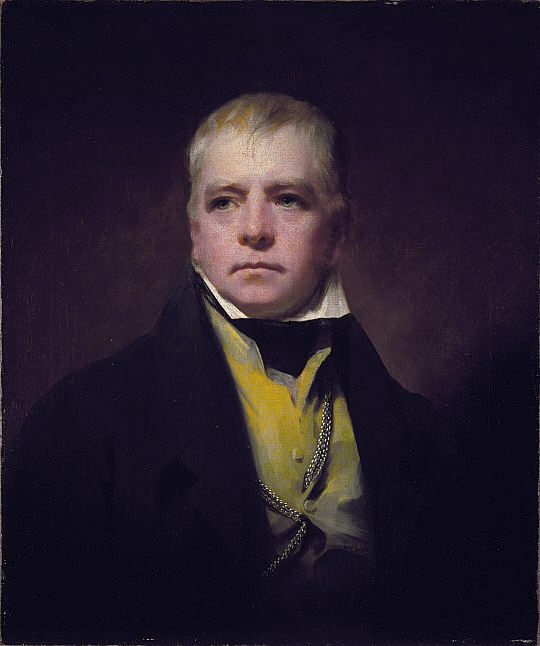
El estilo de Les Chouans está profundamente influenciado por Sir Walter Scott.

La influencia de Scott se puede percibir a lo largo de la novela. Las largas descripciones acerca del campo son interrumpidas constantemente por tangentes que explican la historia de la región de Bretaña y de su gente. El escenario pastoral es integrado en el diagrama de la obra, en particular el combate de la guerrilla de los chuanes. En la complementación individual de los paisajes y alrededores, el autor demuestra también la influencia de James Fenimore Cooper, en cual fue el autor de The Last of the Mohicans (en español: "El último de los Mohicanos"), novela que había impresionado mucho al autor francés. Al igual que los "mohicanos" de la novela de Cooper, los insurrectos chuanes son expertos en usar sus alrededores, saliendo de los bosques en más de una manera.
Varios críticos proponen que Balzac sobrepasó a Scott en algunos sentidos. En su introducción expuesta en la edición de 1901, el poeta y el crítico George Saintsbury escribe que el personaje de Montauran disfruta de "una libertad proveniente de las llanuras que frecuentemente caracteriza a los buenos jóvenes propios de Sir Walter". Por sobresale el asunto entre Montauran y Marie, Balzac indica que el tema central de la historia es la pasión. Como escribe en 1842 en una publicidad para La Comedia humana: "[L]a passion est toute l'humanité. Sans elle religion, l'histoire, le roman, l'art seraient inutiles". ("La [P]asión es todo lo de la humanidad. Sin ella la religión, la historia, la literatura, y el arte serían inútiles").
Debido a sus extendidas conversaciones, descripciones intrincadas y apartados muy largos, el libro se considera "pesado" por algunos críticos. En ediciones posteriores algunas de las roturas de capítulos fueron quitadas (aunque algunas versiones contemporáneas las restauran), y la obra fue dividida en tres secciones - el final el cual abarca casi la mitad de la novela. La sensación de la novela está compuesta por la carencia de claridad en algunos puntos; los motivos de algunos de los personajes son confusos incluso al final, y la caótica secuencia de eventos es difícil de seguir.

## Temática

### Historia apasionada
A pesar de que el autor veneraba las habilidades de Scott sobre los aspectos de escritura y del uso de la historia como contexto, Balzac trabajó para representar con mejor precisión a la "turbulencia" del corazón humano - y su efecto sobre la historia. Balzac consideraba el punto de vista de Scott sobre las mujeres sin refinar, y se mantuvo en la creencia de que esto llevaría a una representación obsoleta de conducta humana consecuentemente. En Les Chouans, Balzac figura en el romance de Montauran y de Marie de Verneuil en el centro de la narrativa, alrededor de la cual giran el resto de los elementos.